# Godless Men
Godless Men er en amerikansk stumfilm fra 1920 af Reginald Barker.

## Medvirkende
- Russell Simpson
- James "Jim" Mason
- Helene Chadwick som Ruth Lytton
- John Bowers som Dan Darrin
- Alec B. Francis som Sam Poor
- Bob Kortman som Seaman Speiss
- Irene Rich
- Lionel Belmore
- Frankie Lee
- Guinn "Big Boy" Williams